# Ponet (stokerij)

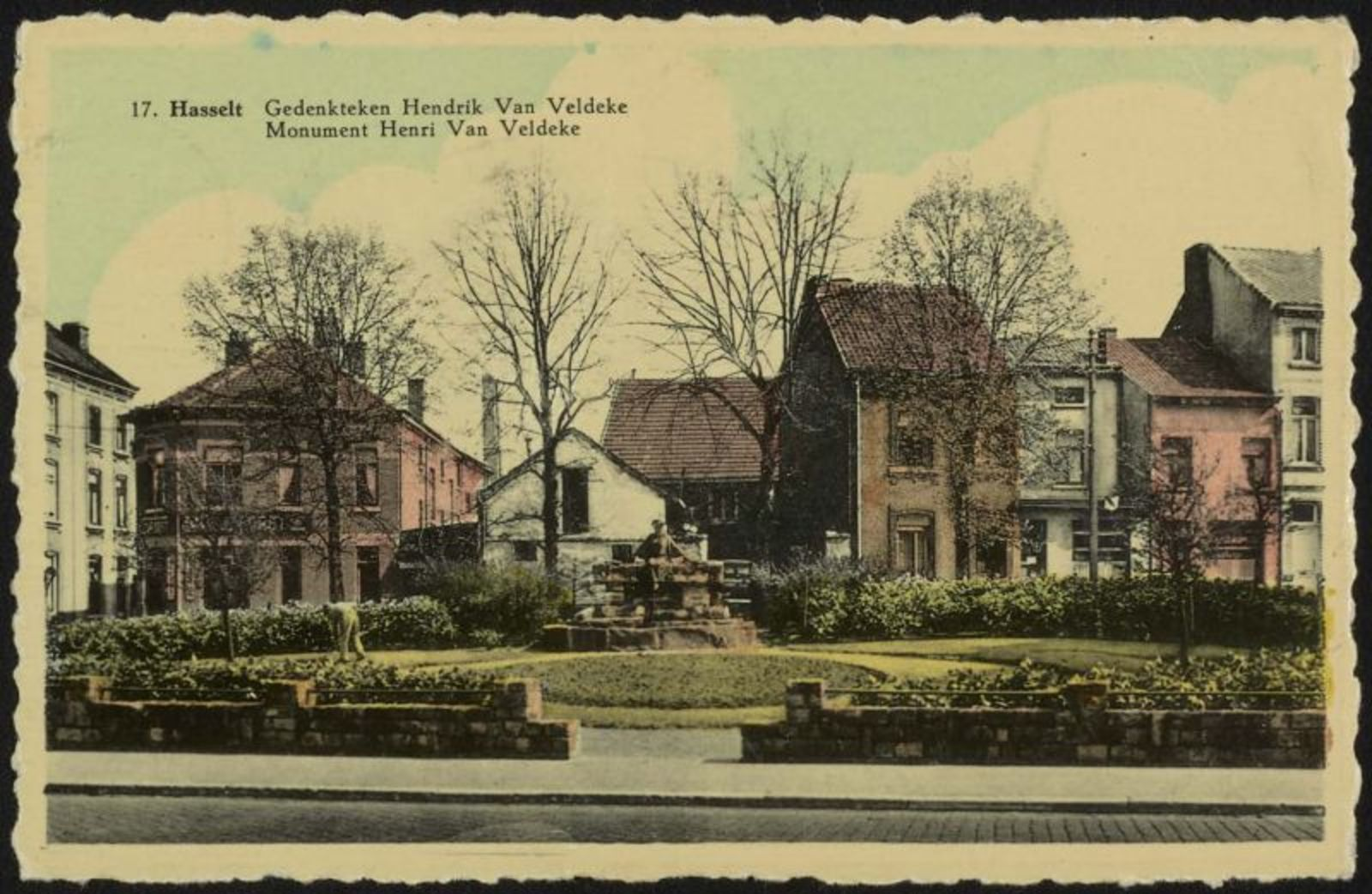
Stallen van stokerij Ponet achter het monument voor van Veldeke

Ponet was een jeneverstokerij in de Belgische gemeente Hasselt, gesticht in 1763.

## Geschiedenis
Henri-Guillaume Pont en zijn vader Guillaume (overleden 1937) waren jeneverstokers en wijnhandelaars in Hasselt. De stokerij lag tussen de Dorpsstraat 11 en wat in de volksmond de Reddelberg wordt genoemd (bij het monument van van Veldeke). Guillaume startte de stokerij en mouterij Gebroeders en gezusters Ponet uit 1763 opnieuw op en verhuisde ze naar de Demerstraat 32. Guillaumes vader, Michel-Julien (1828-1914) had deze stokerij, gelegen in de Demerstraat en Molenpoort eind 1890 verkocht.

### Fokken van ossen
Michel-Julien en zijn vader Joannes-Petrus (1788-1858) waren naast jeneverstokers en graanmouters ook ossenfokkers. Michel-Julien beschikte in het centrum van de stad over stallingen met honderden ossen. De dieren werden gevoed met draft, het afvalproduct van graan na distillatie. Vetgemest werden ze verkocht in grote steden zoals Luik en Brussel. Hieruit volgde dat ze grote stukken Kempense heidegrond opkochten om die te bemesten en te verkopen aan onder meer tabak- en henneptelers. Het door de overheid verbieden van stoken omwille graantekorten bood hen zo toch inkomsten tot er begin januari 1867 runderpest uitbrak die tot eind februari duurde.

## Collecties
Collectiestukken van deze stokerij worden in het Jenevermuseum te Hasselt en bewaard en een deel van het bedrijfsarchief bevindt zich in het rijksarchief te Hasselt.